# 上南坑
上南坑，是臺灣臺中市豐原區的一個傳統地域名稱，位於該區東部。相較於今日行政區，其範圍大致包括南村里不含西部北側、南田里、南嵩里不含北部及東南端。

## 歷史
台灣清治末期，上南坑地區為一街庄，稱為「上南坑庄」，隸屬於捒東上堡。該庄西北至東北與翁仔社庄為鄰，東邊一小段與石崗仔庄為界，東南邊為七份庄，南邊為下南坑庄。
1901年（日明治三十四年）11月，全台廢縣廳改設二十廳，該庄隸屬於臺中廳。1903年（明治三十六年）6月，該庄編入「葫蘆墩區」，仍隸屬於臺中廳。1909年（明治四十二年）10月，全台二十廳合併為十二廳，葫蘆墩區隸屬不變。1920年（大正九年），全台地方制度大改正，該庄改制為「上南坑」大字，隸屬於臺中州豐原郡豐原街。
戰後豐原街改制為豐原鎮，隸屬於臺中縣，大字亦改制為里。1950年10月，中、彰、投分治，豐原鎮隸屬不變。1976年，豐原鎮因人口超過十萬人而改制為縣轄豐原市。2010年12月，隨著臺中縣、市合併為直轄臺中市，豐原市改制為豐原區。

## 聚落
本地區有上南坑、永豐社區、聯合新村、麻竹湖口、隆田、牛城、中坑等聚落。

## 交通
台鐵山線大致以北北東－南南西走向經過上南坑地區極西點外不遠處。極西點北側即為豐原車站，屬一等站，停靠大部分的普悠瑪號、自強號列車及其餘各級全部列車，由此可前往台鐵沿線各站。
省道台3線（圓環東路）俗稱「內山公路」，是臺北至屏東的幹道，大致以北北西—南南東走向繞大彎轉北北東—南南西走向經過本地區西端。由該道路向北北西轉東北可前往石岡、東勢、卓蘭、大湖等地，向南南西轉西南繞大彎轉西北西再轉南南西可前往潭子、北屯、台中市區、大里等地。
區道中90線（水源路、水源路坪頂巷）是豐原經公老坪山區至石岡的道路，其西側端點位於本地區西端的省道台3線路口，由此向東轉東南東再轉東北蜿蜒出境後，可前往翁子東部的公老坪、石岡中部偏西北並止於區道中91線路口。

## 學校
- 豐原高中
- 豐陽國中
- 翁子國小（南半部）